# Helianthemum humile
Helianthemum humile är en solvändeväxtart som beskrevs av Bernard Verdcourt. Helianthemum humile ingår i släktet solvändor, och familjen solvändeväxter. Inga underarter finns listade i Catalogue of Life.